# 17 mai en sport
17 avril 17 juin
Chronologies thématiques
- Croisades
- Ferroviaires
- Disney

Le 17 mai (137e jour de l'année ou 138e en cas d'année bissextile) en sport.

## Événements

### XIXesiècle
- 1859 :
  - (Football australien) : les règles du Football australien sont codifiés.
- 1860 :
  - (Omnisports) : fondation du club allemand « TSV 1860 München ». La section football ne commence ses activités qu'en 1899[1].
- 1886 :
  - (Football) : fondation du Motherwell Football Club en Écosse.
- 1896 :
  - (Cyclisme) : pour l’inauguration du Vélodrome Victor Lefèvre, le Français Eugène Prevost s'impose lors de la première édition de la course cycliste Paris-Tours.

### XXesièclede1901à1950
- 1922 :
  - (Automobile) : sur le circuit de Brooklands, Kenelm Lee Guinness établit un nouveau record de vitesse terrestre : 215,17 km/h.
- 1928 :
  - (Jeux olympiques) : ouverture des Jeux d'Amsterdam 1928.
- 1936 :
  - (Sport automobile) : au Grand Prix automobile de Tunisie couru sur le circuit de Carthage, victoire de l'Allemand Rudolf Caracciola sur une Daimler-Benz AG.
- 1939 :
  - (Baseball) : première retransmission d'un match de baseball (un match universitaire entre Princeton et Columbia) par la télévision américaine.
- 1941 :
  - (Cyclisme) : à Bakersfield, Alfred Letourneur établit un nouveau Record de vitesse à vélo sur le plat derrière abri à 175,35 km/h.
- 1942 :
  - (Football) : le Red Star remporte la Coupe de France en s'imposant en finale 2-0 face au FC Sète.

### XXesièclede1951à2000
- 1953 :
  - (Rugby à XV) : le FC Lourdes remporte le Championnat de France en s'imposant en finale 21-12 face au Stade montois.
- 1970 :
  - (Rugby à XV) : La Voulte sportif remporte le Championnat de France en s'imposant en finale 3-0 face à l'AS Montferrand.
- 1974 :
  - (Football) : le Bayern de Munich remporte la Coupe des clubs champions européens en s'imposant en finale face à l'Atletico Madrid 4-0.
- 1981 :
  - (Sport automobile /Formule 1) : au Grand Prix automobile de Belgique couru sur le circuit de Zolder, victoire de l'Argentin Carlos Reutemann sur une Williams-Ford.
- 1987 :
  - (Sport automobile /Formule 1) : en remportant le GP de Belgique, Alain Prost, sur une McLaren-TAG remporte la 27e victoire de sa carrière, égalant le record du nombre de victoires, détenu depuis 1973 par Jackie Stewart.
- 1991 :
  - (Football) : l'Olympique de Marseille est champion de France.
- 1992 :
  - (Cyclisme) : le Suisse Tony Rominger remporte le Tour d'Espagne.
  - (Sport automobile /Formule 1) : au Grand Prix automobile de Saint-Marin couru sur le circuit Enzo et Dino Ferrari, victoire du Britannique Nigel Mansell sur une Williams-Renault.
- 1995 :
  - (Football) le Parme AC remporte la Coupe UEFA en s'imposant en finale face à la Juventus.
- 1997 :
  - (Football) Chelsea FC remporte la FA Cup en s'imposant 2-0 face à Middlesbrough FC.
- 1998 :
  - (Hockey sur glace) : la Suède remporte le championnat du monde en s'imposant en finale face à la Finlande 1-0.
- 2000 :
  - (Football) le Galatasaray SK remporte la Coupe UEFA face à Arsenal FC en s'imposant aux tirs au but en finale après un score nul et vierge.

### XXIesiècle
- 2003 :
  - (Football) :
    - (Coupe de la Ligue française) : l'AS Monaco remporte la Coupe de la Ligue en s'imposant en finale 4-1 face au FC Sochaux.
    - (FA Cup) : pour la première fois, la finale de la Coupe d'Angleterre se déroule au Millennium Stadium de Cardiff. Arsenal FC s'impose 1-0 face à Southampton Football Club.
- 2005 :
  - (Basket-ball) : l'USVO Valenciennes est sacré pour cinquième fois consécutive champion de France.
- 2006 :
  - (Football) : le FC Barcelone remporte la Ligue des Champions en s'imposant en finale 2-1 face à Arsenal FC au Stade de France.
- 2007 :
  - (Basket-ball) : Dans le cadre des Playoffs NBA, les Detroit Pistons accèdent à la finale de Conférence Est en triomphant des Chicago Bulls par 4 victoires à 2. Le dernier match de la série est remporté à Chicago sur le score de 95 à 85.
  - (Football) : Pour la troisième année consécutive, l'AS Roma et l'Inter Milan se rencontrent en finale de la Coupe d'Italie. Après deux victoires des Milanais en 2005 et 2006, les Romains ont pris leur revanche en remportant 2-1 le match retour au Stade San Siro de Milan, après s'être imposés 6-2 chez eux au match aller.
- 2008 :
  - (Football) : l'Olympique lyonnais est champion de France pour la septième fois consécutive.
- 2015 :
  - (Basket-ball /Euroligue) : vingt ans après son dernier sacre en Euroligue, le Real Madrid s'impose face à l'Olympiakos à domicile (78-59).
  - (Cyclisme sur route /Tour d'Italie) : l'Italien Paolo Tiralongo remporte en solitaire la 9e étape du Tour d'Italie, la plus méridionale de l'épreuve. L'Espagnol Alberto Contador garde le maillot rose de leader à la veille de la première journée de repos.
  - (Football) :
    - (Championnat d'Espagne de football) : en s’imposant sur la pelouse de l’Atlético Madrid (0-1) lors de la 37e journée, le FC Barcelone s’adjuge le titre de champion d'Espagne. Le 23e titre de son histoire.
    - (Championnat du Portugal de football) : le Benfica Lisbonne remporte le 34e titre de champion du Portugal de son histoire à la faveur d'un match nul sur la pelouse de Guimaraes (0-0) lors de la 33e journée.

  - (Golf /Open d'Espagne) : l’Anglais James Morrison remporte l’Open d’Espagne avec un total de 278 (-10).
  - (Hockey sur glace /Championnat du monde) : le Canada n'a fait qu'une bouchée des Russes, pourtant tenants du titre, en finale du Championnat du monde. Les Canadiens l'ont emporté avec cinq buts d'écart (6-1).
  - (Squash /British Open) : la Française Camille Serme remporte l'Open de Grande-Bretagne en battant en finale l'Anglaise Laura Massaro en quatre jeux (11-3, 11-5, 8-11, 11-8), à Hull. C'est la première Française à s'imposer dans cette prestigieuse épreuve.
  - (Tennis) :
    - (Tournois WTA Premier) : au terme d'une finale disputée, sur le tournoi de Rome, Maria Sharapova a fini par s'imposer face à Carla Suarez Navarro en trois sets (4-6, 7-5, 6-1).
    - (Masters 1000) : impérial, Novak Djokovic dispose de Roger Federer en finale du Masters 1000 de Rome (6-4, 6-2).
- 2016 :
  - (Baseball) : Fredi González est congédié de son poste de manager des Braves d'Atlanta[2].
  - (Cyclisme sur route /Tour d'Italie) : sur la 10e étape du Tour d'Italie 2016, victoire de l'Italien Giulio Ciccone, le Luxembourgeois Bob Jungels s'empare du maillot rose.
  - (Natation sportive /Championnats d'Europe) : aux Championnats d'Europe de natation, chez les femmes, victoire sur le 50 m papillon, de la Suédoise Sarah Sjöström et sur le 200 m nage libre, de la Hongroise Katinka Hosszú puis chez les hommes de l'Ukrainien Andriy Hovorov sur le 50 m papillon, le Français Camille Lacourt sur le 100 m dos et le Britannique Adam Peaty sur le 100 m brasse. En épreuve mixte, sur 4 × 100 m 4 nages, victoire des Britanniques Chris Walker-Hebborn, Adam Peaty, Siobhan-Marie O'Connor et Francesca Halsall.
  - (Olympisme /Dopage) : après avoir effectué de nouvelles analyses, le CIO fait savoir que 31 sportifs ont été contrôlés positifs lors des Jeux Olympiques de Pékin 2008. Tous risquent l'exclusion des Jeux de Rio 2016[3].
- 2021 :
  - (Cyclisme sur route /Tour d'Italie) : sur la 10e étape du Tour d'Italie qui se déroule entre L'Aquila et Foligno, sur une distance de 139 km, victoire du Slovène Peter Sagan au sprint. Le Colombien Egan Bernal conserve le maillot rose.
  - (Natation sportive /Championnats d'Europe) : sur la 8e journée des championnats d'Europe de natation, chez les hommes, sur le 400m nage libre, victoire du Russe Martin Malyutin et sur le relais 4×100m nage libre, victoire des Russes Andreï Minakov, Aleksandr Shchegolev,  Vladislav Grinev et Kliment Kolesnikov. En demi-finale du 50 mètres dos, le Russe Kliment Kolesnikov bat le record du monde en 23 s 93[4]. Chez les femmes, sur le 400m 4 nages, victoire de la Hongroise Katinka Hosszú et sur le relais 4×100m nage libre, victoire des Britanniques Lucy Hope, Anna Hopkin, Abbie Wood et Freya Anderson.

## Naissances

### XIXesiècle
- 1867 :
  - James Spensley, footballeur puis entraîneur et arbitre anglais. († 10 novembre 1915).
- 1876 :
  - Alban Collignon, journaliste sportif belge. Organisateur du Tour de Belgique. Président de l'UCI de 1937 à 1947. († 31 octobre 1955).

### XXesièclede1901à1950
- 1903 :
  - Cool Papa Bell, joueur de baseball américain. († 7 mars 1991).
- 1907 :
  - Alvaro Gestido, footballeur uruguayen. Champion olympique aux Jeux de Paris 1924 et aux Jeux d'Amsterdam 1928. Champion du monde de football 1930. (26 sélections en équipe nationale). († 18 janvier 1957).
- 1909 :
  - Karl Schäfer, patineur artistique individuel autrichien. Champion olympique aux Jeux de Lake Placid 1932 et aux Jeux de Garmisch-Partenkirchen 1936. Champion du monde de patinage artistique en individuel 1930, 1931, 1932, 1933, 1934, 1935 et 1936.Champion d'Europe de patinage artistique en individuel 1929, 1930, 1931, 1932, 1933, 1934, 1935 et 1936. († 23 avril 1976).
- 1911 :
  - Maurice Celhay, joueur de rugby français. (6 sélections en équipe de France). († 17 octobre 1980).
- 1922 :
  - Jean Rédélé, pilote de courses automobile français. († 10 août 2007).
- 1929 :
  - Branko Zebec, footballeur puis entraîneur yougoslave. Médaillé d'argent aux Jeux d'Helsinki 1952. (65 sélections avec l'équipe de Yougoslavie). († 26 septembre 1988).
- 1931 : 
  - Stan Albeck, joueur de basket-ball américain († 25 mars 2021).
  - Yves Dreyfus, escrimeur français. Médaillé de bronze d'épée par équipes aux Jeux de Melbourne en 1956 puis de Tokyo en 1964. Champion du monde d'épée par équipes en 1962, 1965 et 1966 et vice-champion du monde en 1961, 1963 et 1967. Vice-champion du monde d'épée en individuel en 1963. († 16 décembre 2021).
- 1933 :
  - Raymond Zarpanélian, footballeur puis entraîneur français. († 29 mars 2011).
- 1936 :
  - Guy Camberabero, joueur de rugby français. Vainqueur du Grand Chelem 1968 et du Tournoi des cinq nations 1967. (14 sélections en équipe de France). († 26 octobre 2023).
- 1943 :
  - Anny-Charlotte Verney, pilote de courses automobile française.
- 1945 :
  - Tony Roche, joueur de tennis australien. Vainqueur du tournoi de Roland Garros 1966.
- 1947 :
  - Waldemar Kozak, basketteur polonais. (147 sélections en équipe nationale).

### XXesièclede1951à2000
- 1952 :
  - Jorge Olguín, footballeur puis entraîneur argentin. Champion du monde de football 1978. Vainqueur de la Copa Libertadores 1985. (60 sélections en équipe nationale).
- 1956 :
  - Sugar Ray Leonard, boxeur américain. Champion olympique des -63,5 kg aux Jeux de Montréal 1976. Champion du monde poids welters de boxe du 30 novembre 1979 au 9 novembre 1982. Champion du monde poids super-welters de boxe du 25 juin 1981 au 7 novembre 1981. Champion du monde poids moyens de boxe du 6 avril 1987 au 10 octobre 1987. Champion du monde poids super-moyens de boxe du 7 novembre 1988 au 15 décembre 1990. Champion du monde poids mi-lourds de boxe du 7 novembre au 21 février 1989.
- 1957 :
  - Pascual Pérez, joueur de baseball dominicain. († 1er novembre 2012).
- 1959 :
  - Anthony Reid, pilote de course automobile d'endurance britannique.
- 1960 :
  - Pedro Pasculli, footballeur puis entraîneur argentin. Champion du monde de football 1986. (20 sélections en équipe nationale).
- 1964 :
  - Mauro Martini, pilote de course automobile italien.
- 1965 :
  - Kim Jae-yup, judoka sud-coréen. Médaillé d'argent des -60 kg aux Jeux de Los Angeles 1984 puis champion olympique des -60 kg aux Jeux de Séoul 1988. Champion du monde de judo des -60 kg 1987.
  - Toru Yoshida, footballeur japonais.
- 1966 :
  - Henrik Larsen, footballeur puis entraîneur danois. Champion d'Europe de football 1992. (39 sélections en équipe nationale). Sélectionneur de l'Équipe des îles Féroé de 2002 à 2005.
  - Danny Manning, basketteur américain. Médaillé de bronze aux Jeux de Séoul 1988. Champion du monde de basket-ball masculin 1986. (8 sélections en équipe nationale).
- 1968 :
  - Eugenia Maniokova, joueuse de tennis soviétique puis russe.
- 1970 :
  - Renzo Furlan, joueur de tennis italien.
- 1973 :
  - Mario Ledesma, joueur de rugby puis entraîneur argentin. Vainqueur du Challenge européen 2007. (84 sélections en équipe nationale).
- 1975 :
  - Cheick Kongo, boxeur thaï français.
  - Tony Sylva, footballeur sénégalais. (83 sélections en équipe nationale).
- 1977 :
  - Pablo Prigioni, basketteur argentin.
- 1978 :
  - Norihiro Yamagishi, footballeur japonais. Vainqueur de la Ligue des champions de l'AFC 2007.
- 1980 :
  - Stéphane Robert, joueur de tennis français.
- 1982 :
  - Paul Meilhat, navigateur français.
  - Reiko Nakamura, nageuse japonaise. Médaillée de bronze du 200 m dos aux Jeux d'Athènes 2004 puis aux Jeux de Pékin 2008.
  - Tony Parker, basketteur français. Médaillé de bronze au Championnat d'Europe de basket-ball 2005 et 2015 puis d'argent au Championnat d'Europe de basket-ball 2011 ainsi que champion d'Europe de basket-ball 2013. (168 sélections en équipe de France).
- 1983 :
  - Channing Frye, basketteur américain.
  - Amiria Marsh, joueuse de rugby à XV néo-zélandaise. (13 sélections en équipe nationale).
  - Masahiro Okamoto, footballeur japonais.
  - Manuel Olmedo, athlète de demi-fond espagnol.
- 1984 :
  - Igor Denissov, footballeur russe. Vainqueur de la Coupe UEFA 2008. (53 sélections en équipe nationale).
  - Andreas Kofler, sauteur à ski autrichien. Champion olympique par équipes et médaillé d'argent au grand tremplin aux Jeux de Turin 2006 puis champion olympique par équipes aux Jeux de Vancouver 2010. Champion du monde de saut à ski par équipes 2007 puis champion du monde de saut à ski des petit tremplin et grand tremplin par équipes 2011. Champion du monde de vol à ski par équipes 2008 et 2012.
  - Christine Ohuruogu, athlète de sprint britannique. Championne olympique du 400 m aux Jeux de Pékin 2008 puis médaillée d'argent du 400 m aux Londres 2012. Championne du monde d'athlétisme du 400 m 2007 et 2013.
- 1985 :
  - Christine Nesbitt, patineuse de vitesse canadienne. Médaillée d'argent de la poursuite par équipes aux Jeux de Turin 2006 et championne olympique du 1 000 m aux Jeux de Vancouver 2010.
  - Greg Van Avermaet, cycliste sur route belge.
- 1986 :
  - Marcello Puglisi, pilote de courses automobile italien.
- 1987 :
  - Edvald Boasson Hagen, cycliste sur route norvégien. Vainqueur du Tour de Grande-Bretagne 2009, des Tours de Norvège 2012 et 2013 puis de Gand-Wevelgem 2009.
  - Miljana Bojović, basketteuse serbe.
  - Avery Warley, basketteuse américaine.
- 1988 :
  - Damien Da Silva, footballeur franco-portugais.
- 1989 :
  - Braydon Hobbs,  basketteur américain.
  - Tessa Virtue, patineuse artistique de danse sur glace canadienne. Championne olympique aux Jeux de Vancouver 2010 puis médaillée d'argent aux Jeux de Sotchi 2014. Championne du monde de danse sur glace 2010 et 2012.
- 1990 :
  - Clémence Calvin, athlète de fond française. Médaillée d'argent du 10 000 m aux CE d'athlétisme 2014.
  - Will Clyburn, basketteur américain.
  - Sonny Colbrelli, cycliste sur route italien.
  - Guido Pella, joueur de tennis argentin.
- 1991 :
  - Lenka Bartáková, basketteuse tchèque. Victorieuse de l'Euroligue féminine 2015.
  - Johanna Konta, joueuse de tennis australo-britannique.
- 1992 :
  - Srećko Lisinac, volleyeur serbe. (42 sélections en équipe nationale).
- 1993 :
  - Casimir Ninga, footballeur tchadien. (16 sélections en équipe nationale).
  - Merab Sharikadze, joueur de rugby à XV géorgien. (63 sélections en équipe nationale).
  - Rafa Silva, footballeur portugais.
- 1994 :
  - Michal Trávník, footballeur tchèque. (5 sélections en équipe nationale).
- 1995 :
  - Stian Gregersen, footballeur norvégien.
- 1996 :
  - Youcef Atal, footballeur franco-algérien. Champion d'Afrique de football 2019. (13 sélections avec l'équipe d'Algérie).
  - Vukašin Jovanović, footballeur serbe.
- 1997 :
  - Tommy Paul, joueur de tennis américain.
- 1998 :
  - Terrance Ferguson, basketteur américain.
- 1999 :
  - Daiki Hashioka, footballeur japonais.

### XXIesiècle
- 2000 :
  - Raoul Bellanova, footballeur italien.
- 2002 :
  - Lukas Reichel, hockeyeur sur glace allemand. (4 sélections en équipe nationale).
  - Léon Marchand, nageur français. Champion olympique du 400 mètres 4 nages aux Jeux de Paris 2024. Champion du monde de natation du 400 mètres 4 nages et du 200 mètres 4 nages 2022 puis du 400 mètres 4 nages, du 200 mètres 4 nages et du 200 mètres papillon 2023.
- 2005 :
  - Charlotte Lutz, pongiste française. Médaillée de bronze aux Mondiaux 2024.
- 2006 :
  - Senny Mayulu, footballeur français.
  - Oscar Schwartau, footballeur danois.

## Décès

### XXesièclede1901à1950
- 1907 :
  - Albert Clément, 23 ans, pilote de courses automobile français. (° 7 juillet 1883).
- 1922 :
  - Dorothy Levitt, 40 ans, pilote de course automobile anglaise. (° 5 janvier 1882).
- 1932 :
  - Harold A. Wilson, 46 ans, athlète de demi-fond et de fond britannique. Champion olympique du 3 miles par équipes et médaillé d'argent du 1 500 m aux Jeux de Londres 1908. (° 22 janvier 1885).
- 1938 :
  - William Quash, 69 ans, footballeur anglais. Champion olympique aux Jeux de Paris 1900. (° 27 décembre 1868).
- 1949 :
  - Joseph Lehmann, 63 ans, entraîneur de football français. (° 1886).

### XXesièclede1951à2000
- 1990 :
  - Manuel Anatol, 87 ans, athlète de sprint et footballeur espagnol puis français. (16 sélections en équipe de France). (° 8 mai 1903).
  - Auguste Jordan, 81 ans, footballeur puis entraîneur autrichien puis français. (16 sélections en équipe de France). (° 21 février 1909).
- 1995 :
  - Toe Blake, 82 ans, hockeyeur sur glace puis entraîneur canadien. (° 21 août 1912).
- 1996 :
  - Scott Brayton, 37 ans, pilote de courses automobile américain. (° 20 février 1959).

### XXIesiècle
- 2002 :
  - Laszlo Kubala, 74 ans, footballeur puis entraîneur tchèque, hongrois puis espagnol. (6 sélections avec l'équipe de Tchécoslovaquie, 3 avec l'équipe de Hongrie puis 19 avec l'équipe d'Espagne). Sélectionneur de l'équipe d'Espagne de 1969 à 1980 et de l'équipe du Paraguay en 1995. (° 10 juin 1927).
- 2011 :
  - Harmon Killebrew, 74 ans, joueur de baseball américain. (° 29 juin 1936).
- 2013 :
  - Philippe Gaumont, 40 ans, cycliste sur route français. Médaillé de bronze au contre-la-montre par équipe aux Jeux de Barcelone 1992. Vainqueur des Quatre Jours de Dunkerque 1996 et de Gand-Wevelgem 1997. (° 22 février 1973).
- 2015 :
  - Keiji Matsumoto, 65 ans, pilote de courses automobile d'endurance japonais. (° 26 décembre 1949).